# 더 리슨: 바람이 분다
《더 리슨:바람이 분다》는 매주 일요일에 하는 프로그램이다.

## 제작진
- 극본 : 이송민
- 연출 : 김원태

## 출연진
- 솔지
- 나영
- 케이시
- 승희
- 박혜원